# Bohème

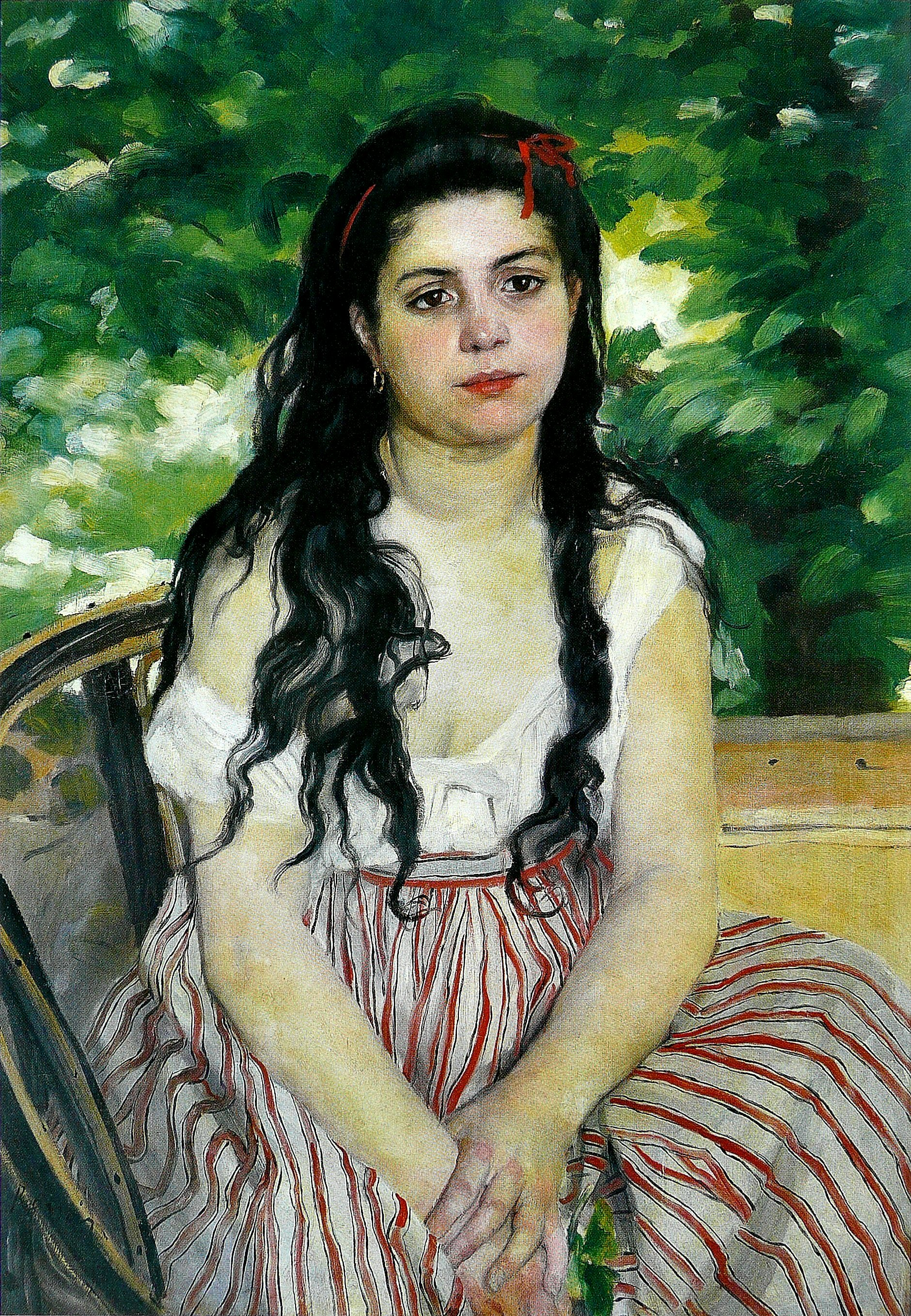
La Bohémienne, ritratto di Pierre-Auguste Renoir, Alte Nationalgalerie, Berlino (Germania)

Il termine francese Bohème fu usato per la prima volta nel XIX secolo per descrivere lo stile di vita non convenzionale dei cosiddetti bohémien, ovvero artisti, scrittori, musicisti e attori marginalizzati e impoveriti delle maggiori città europee.
I bohémien sono stati associati ad un punto di vista politico non ortodosso e privo di affermazione sociale, che veniva spesso espresso attraverso rapporti, frugalità e "povertà volontaria". Nei paesi del Sud America erano solitamente i figli delle più ricche famiglie della nazione che tendevano a divenire poveri e dipendenti da alcool per copiare fedelmente i loro ispiratori europei.
Il termine emerse in Francia nel XIX secolo, quando artisti e poeti iniziarono a concentrarsi nei bassifondi e nelle classi minori dei quartieri gitani. Era infatti un'errata credenza popolare (diffusa soprattutto in Francia) che i gitani provenissero dalla Boemia, una regione dell'attuale Repubblica Ceca: da qui deriva il termine bohémien (letteralmente, appunto "boemo").

## Origini del termine e fonti
Durante la guerra dei trent'anni, nel 1621, dopo la sconfitta subita dai Boemi nella Battaglia della Montagna Bianca, i protestanti di quel paese iniziarono ad essere perseguitati. Mentre la maggior parte di questi aderì al cattolicesimo, coloro che non lo vollero fare furono costretti ad emigrare. Un buon numero si trasferì perciò in Francia, dove la tolleranza religiosa era a quel tempo più ampia. Tra questi molti furono gli studenti dell'Università Carlo di Praga, fondata nel 1348, e che si trasferirono a frequentare la Sorbona a Parigi. Questi boemi universitari portarono perciò nella capitale francese molti dei loro usi, costumi e modi di vivere, che presto furono imitati da altri studenti del quartiere della Sorbona. Con il passare dei secoli fu dimenticata l'origine boema di quello stile di vita, ma rimase la denominazione di Bohémien.

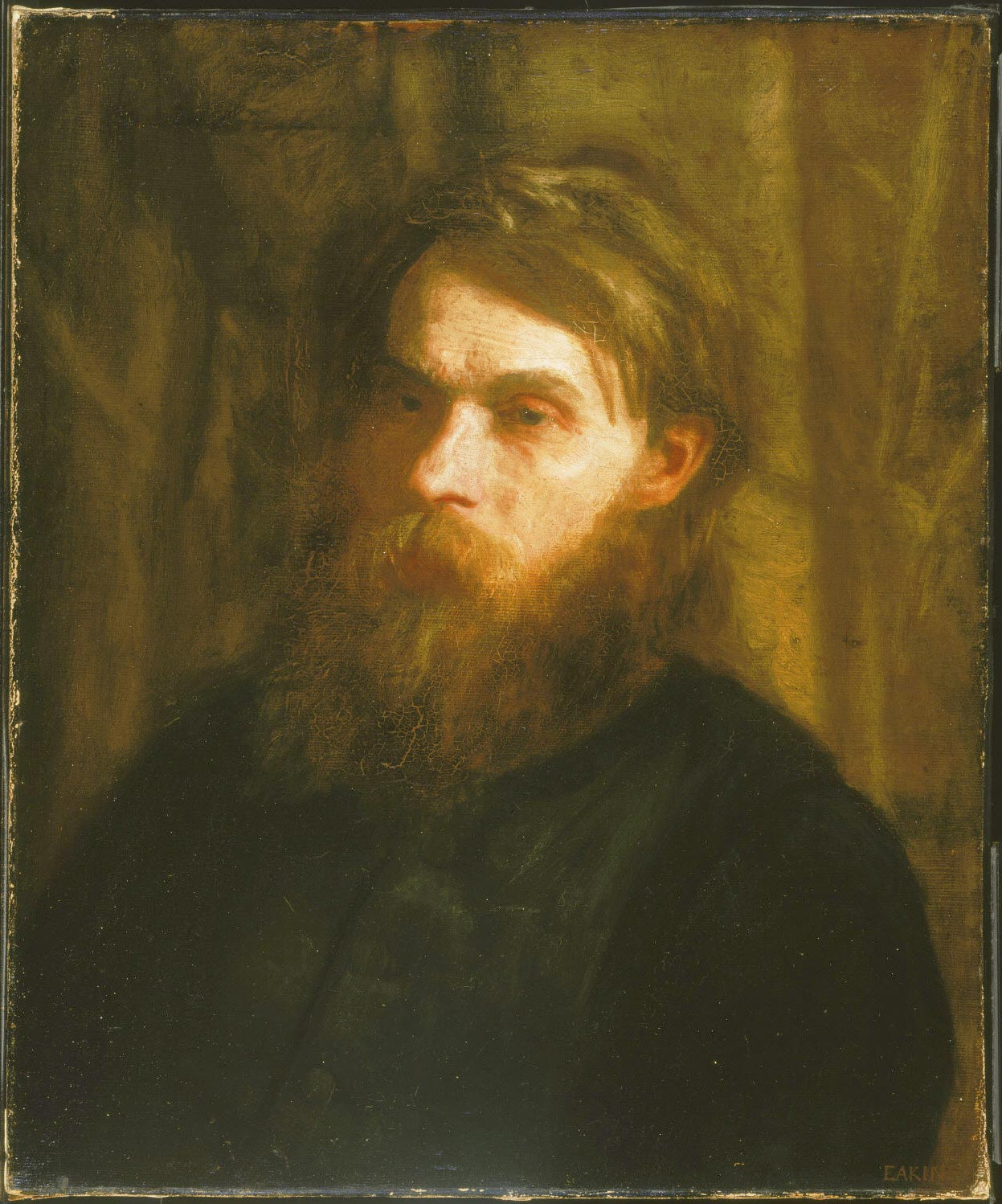
Il Bohémien, di Thomas Eakins (1890)

I letterati della Bohème vennero associati, nell'immaginario francese, con gitani vagabondi: persone al di fuori delle convenzioni sociali e disinteressate dalla opinione altrui su sé stessi. Nell'opera francese Carmen è presente il primo riferimento ai Bohémiens nei libretti di Henri Meilhac e Ludovic Halévy (1875). "Il termine Bohème è comunemente accettato nei nostri giorni in riferimento ad alcuni tipi di letterati gitani, non importa in che lingua essi parlino e in che città abbiano dimora [...]. Un bohémien è semplicemente un artista o un letterato che, consapevolmente o meno, secerne dalle arti convenzionali." (Revisione del 1862 Westminster).
Il secondo grande riferimento, anche se non in ordine temporale, che permise anche una  larga popolarizzazione del termine è dovuto a Henri Murger nella sua collezione di storie brevi Scene della vita di Bohème pubblicato nel 1845. L'idea del Murger formò culturalmente il tema principale della La bohème di Giacomo Puccini del 1896. A sua volta Puccini divenne la fonte di ispirazione per Jonathan Larson che creò quindi il musical Rent e successivamente un film riportante lo stesso nome. Lo spettacolo musicale di Larson contiene una canzone, "La vie Bohème" che celebra la cultura postmoderna bohémienne.
Nel senso da noi studiato, in inglese il termine fu popolarizzato dal romanzo La fiera della vanità di William Makepeace Thackeray, pubblicato nel 1848, che offre una percezione dello stile di vita alternativo e fuori da ogni regola sociale e morale. Il romanzo Bohemian Culture Tribly di George du Maurier vuole, invece, narrare delle fortune di tre Bohémien, della loro modella irlandese e di due musicisti dell'Est Europeo. L'azione sì svolge nel quartiere artistico di Parigi.
Accademici e teorici sono stati lenti a definire il movimento artistico bohémien come politicamente e socialmente d'avanguardia è 
non conformista. Il più serio studio di questo movimento è stato pubblicato nel 2002 da Virginia Nicholson e s'intitola Among the Bohemians: Experiments in living 1900 1939. Il suo lavoro analizza sistematicamente lo stile di vita boho (altro diminutivo per indicare i bohémien) di tutti i tipi di artisti che facevano parte del movimento, quindi ne delinea una serie di caratteristiche comuni che viaggiano attraverso i soldi, l'amore e il sesso, l'educazione infantile, la bellezza, la presentazione personale e i vestiti, la pulizia personale, i viaggi, ecc.

## Lo stile di vita
Bohémien è un termine che esula da qualunque definizione di tipo ideologico o scolastico, tanto meno riguardo a una moda o un genere di abbigliamento. Esso è infatti un epiteto assegnato a quei poeti di genio che vivono la lacerazione fra sé in quanto letterato e artista, e dunque individuo, e la società, a causa dell'incomprensione da parte di quest'ultima del valore della propria arte, con un conseguente e spontaneo istinto alla provocazione, alla dissacrazione di valori precostituiti e del buon senso, ad un atteggiamento autoannichilente, distruttivo e asociale. La società costituisce una prigione per il Bohémien: essa avvilisce la fantasia, la volontà, l'immaginazione, inghiotte e oblia ogni scintilla nella superficialità e nel vuoto; il risultato è un atteggiamento ribelle che si pone in sistematica opposizione ad ogni valore e costume del buon senso, unico modo per ritrovare una forma di libertà.

## I tipi di Bohème secondo Murger
In La vie Bohème, Henri Murger descrive tre tipi di Bohémien che spesso ha incontrato:
- Sognatori Sconosciuti - Artisti amatoriali che non cercano la pubblicità ma credono che essa arriverà per loro. Sono poveri e spesso muoiono per questa condizione. Sono i Bohème fino a qui descritti.
- Amatori - Sono borghesi che decidono di diventare Bohème per il divertimento di farlo. Spesso si annoiano e tornano ad essere borghesi.
- Bohémien Ufficiali Famosi - Sono bohème giunti al successo e grazie a questo sono divenuti ricchi. Nonostante ciò essi rinunciano a tutto pur di poter continuare a vivere nella loro frugalità e nel loro stile di vita stravagante.

### Movimenti o culture correlati
- Beat Generation
- Christiania
- Dandismo
- Diggers
- Hippy
- Hipster (sottocultura contemporanea)
- Merry Pranksters
- Preraffaelliti
- Punk